# 遠藤賢次郎
遠藤 賢次郎（えんどう けんじろう、1942年5月27日 - ）は、岡山県津山市出身の政治運動家、特殊株主。クレーマーとしても有名。

## 経歴
- 1958年 松山市立津田中学校卒業後、有限会社丸盛家具勤務の傍ら、愛媛県立松山商業高等学校（定時制）に進学
- 1961年 有限会社丸盛家具退社
- 1962年 同高卒業。株式会社東京芝浦電気入社、京浜事業所に勤務
- 1969年 プロ株主活動を開始
- 2002年 同社を定年退職、政治ゴロ運動にも着手

## 政歴
- 2003年4月13日施行 神奈川県知事選挙 43,298票 得票率0.1% 7人中7位 供託金没収

「老人福祉には取り組みません」等、独特の政策を掲げた選挙公報・政見放送が話題を呼んだ
- 2006年3月27日施行 横浜市長選挙 18,607票 得票率0.4% 3人中3位 供託金没収

## 総会屋活動
- 2004年に東急電鉄の株を取得した後に株価が下がったことに立腹し、東急電鉄各駅において駅係員に罵詈雑言を浴びせているところを利用者から何度も目撃されている。酷い場合は1時間前後にわたり威力業務妨害や往来危険行為を続け、警察が出動する騒ぎに発展したこともあるという。

- 論談同友会による紹介

平成14年6月株主総会
平成15年2月臨時株主総会
平成15年6月株主総会
平成16年6月株主総会
平成17年6月株主総会
平成18年6月株主総会
平成19年6月株主総会
平成20年6月株主総会
平成21年6月株主総会
- 月刊中央ジャーナルによる紹介

今年の株主総会で連続発言した総会屋（2003年7月号）
今時元気、株主総会で発言する総会屋(2006年7月号)

## 参考
- 大川豊 『日本インディーズ候補列伝』(DVD付) 扶桑社 2007年 ISBN 9784594053970

本人独占インタビューを敢行